# Gran Premio Industria e Commercio di Prato 1991
Il Gran Premio Industria e Commercio di Prato 1991, quarantaseiesima edizione della corsa, si svolse il 25 aprile 1991 su un percorso di 203 km, con arrivo a Prato. Fu vinto dall'italiano Enrico Galleschi della Gis Gelati-Ballan davanti ai suoi connazionali Marco Saligari e Massimo Podenzana.

## Ordine d'arrivo (Top 10)
| Pos. | Corridore              | Squadra                   | Tempo    |
| ---- | ---------------------- | ------------------------- | -------- |
| 1    | Enrico Galleschi       | Gis Gelati-Ballan         | 5h16'00" |
| 2    | Marco Saligari         | Ariostea                  |          |
| 3    | Massimo Podenzana      | Italbonifica-Navigare     |          |
| 4    | Ramon Gonzalez Arrieta | Lotus-Festina             |          |
| 5    | Giuseppe Petito        | Gis Gelati-Ballan         |          |
| 6    | Luca Bramati           | Colnago-Lampre            |          |
| 7    | Giuseppe Calcaterra    | Gatorade-Château d'Ax     |          |
| 8    | Claudio Brandini       | Jolly Componibili-Club 88 |          |
| 9    | Andrea Chiurato        | Amore & Vita-Fanini       |          |
| 10   | Gianni Faresin         | ZG Mobili-Bottecchia      |          |